# Adolfo Gonzales Chaves (partido)
Pour les articles homonymes, voir Chaves.
Le partido d'Adolfo Gonzales Chaves (officiellement Gonzáles Chaves) est une subdivision de la province argentine de Buenos Aires. Le partido fut fondé en 1916 à partir de territoires pris aux partidos de Benito Juárez, Tres Arroyos et Necochea,  sa capitale est Adolfo Gonzales Chaves.

## Localités
- Adolfo Gonzales Chaves
- De la Garma
- Juan Eulogio Barra
- Vásquez

### Lieux-dits
- Álzaga
- Pedro Próspero Lasalle